# Хосейнабад-э-Бехар
Хосейнаба́д-э-Беха́р или Яку́б Ша́х (перс. حُسِينابادِ بَهار‎) — небольшой город на западе Ирана, в провинции Хамадан. Входит в состав шахрестана  Бехар. На 2006 год население составляло 3 300 человек.

## География
Город находится в центральной части Хамадана, в горной местности, на высоте 1 943 метров над уровнем моря.
Хосейнабад-э-Бехар расположен на расстоянии приблизительно 13 километров к северо-западу от Хамадана, административного центра провинции и на расстоянии 275 километров к юго-западу от Тегерана, столицы страны.